# Mahmoud Schabestari
Mahmoud Schabestari (anhörenⓘ persisch محمود شبستری‎, [mæhmud ɛ ʃæbɛstæɾi]; * 1288 in Schabestar; † 1340) auch als Scheich Mahmoud Schabestari bekannt, war ein iranischer Mystiker und Dichter im 14. Jahrhundert. Das bekannteste Werk von Schabestari ist das Golschan-e-Ras.